# Gotthilf Schenkel
Gotthilf Adolf Schenkel (* 19. Juli 1889 in Udupi, Bundesstaat Karnataka, Indien; † 10. Dezember 1960 in Esslingen am Neckar) war ein deutscher Theologe und Politiker (SPD).

## Leben

### Jugend und Studium
Gotthilf Schenkel wurde als Sohn eines aus Karlsruhe-Durlach stammenden Missionars in Indien geboren. Er wuchs jedoch in Deutschland auf und studierte nach der Schule evangelische Theologie an der Universität Tübingen. Dort wurde er Mitglied der Studentenverbindung Nicaria Tübingen. Von 1914 bis 1918 war er im Kriegsdienst. Dann wurde er Vikar und anschließend Stadtpfarrer in Zuffenhausen. 1926 wurde er in Tübingen zum Dr. theol. promoviert. Er schrieb mehrere Bücher und Aufsätze zu theologischen Themen.

### Pfarrdienst und Verfolgung im Nationalsozialismus
Als Mitglied der SPD ab 1926 trat er im Dritten Reich entschieden gegen den Nationalsozialismus ein. Daher wurde er im März 1933 verhaftet. Auf Intervention des Landesbischofs kam er jedoch wieder frei. Nach einigen Wochen im Verborgenen verlor Schenkel als erster Pfarrer in Deutschland sein Amt und wurde in den Ruhestand versetzt. Der Landesbischof setzte ihn allerdings als Amtsverweser in der vakanten Pfarrei Unterdeufstetten im Dekanat Crailsheim nahe der bayrischen Grenze ein. Während des Zweiten Weltkriegs versah Schenkel zusätzlich die beiden Pfarreien Rechenberg und Wört, später auch die Pfarreien Wildenstein und Bernhardsweiler. Von Seiten der Nationalsozialisten sah er sich dabei wiederholter Angriffe und Belästigungen ausgesetzt.
Nach dem Ende des Zweiten Weltkriegs wurde Gotthilf Schenkel offiziell als Pfarrer in Unterdeufstetten bestätigt. 1947 wurde ihm die Pfarrstelle Oberesslingen übertragen, die er bis zu seiner Berufung zum Kultusminister innehatte. Er war zudem Lehrer für Ethik an der Technischen Hochschule Stuttgart.

### Politische Ämter der Nachkriegszeit
1951 wurde er zum Kultusminister des Landes Württemberg-Baden berufen und nach der Gründung des Landes Baden-Württemberg 1952 war er dessen erster Kultusminister unter Ministerpräsident Reinhold Maier. An der Landesgründung wirkte er als gewähltes Mitglied der Verfassunggebenden Versammlung mit. 1953 gab er das Amt als Kultusminister auf. Von 1952 bis zu seinem Tod 1960 war er Abgeordneter im Landtag von Baden-Württemberg für den Landtagswahlkreis Esslingen. Er wurde dort stets direkt gewählt. Sein Nachfolger in diesem Mandat wurde Walter Hirrlinger. Ab 1956 war er Mitglied im kulturpolitischen Ausschuss des Landtags.
Schenkel war zudem Mitglied im Gemeinderat der Stadt Esslingen sowie ab 1959 im Kreistag des Landkreises Esslingen.
1956 war er an der Gründung des Vereins der Freunde und Förderer der Wilhelma e. V. beteiligt, dessen Vorsitzender er von 1956 bis 1960 war.

### Freimaurer
Schenkel wurde 1919 in den Bund der Freimaurer in der Loge „Zu den 3 Cedern“ in Stuttgart aufgenommen. 1933 musste er aufgrund der Machtergreifung der Nazis austreten. In Esslingen war Schenkel seit 1947 Mitglied der dortigen Freimaurerloge „Zur Katharinenlinde“, 1956 wurde er zum Meister vom Stuhl gewählt; bis 1959 hatte er dieses Amt inne. Er arbeitete damals unter dem Decknamen Bruder Erasmus.

## Familie
Gotthilf Schenkel war verheiratet mit Käthe geb. Henke und hatte drei Kinder.

## Ehrungen
Im Jahr 2014 benannte die Stadt Esslingen einen bis dato namenlosen Fußweg beim Ebershaldenfriedhof in Oberesslingen in Dr.-Gotthilf-Schenkel-Weg. Einen weiteren Dr. Gotthilf-Schenkel-Weg gibt es bereits seit den 1990er Jahren in Stuttgart-Zuffenhausen.
Ebenfalls 2014 wurde von Schenkels Mutterloge „Zur Katharinenlinde“ ein Preis in seinem Namen gestiftet. Der „Dr.-Gotthilf-Schenkel-Preis für Mitmenschlichkeit“ wurde im Stiftungsjahr an Frau Elke Walkenhorst-Mayer verliehen, stellvertretend für den Verein Bürger für Berber e. V. in Esslingen am Neckar.

## Schriften
- Kirche, Sozialismus, Demokratie. Deutsche Verlags-Anstalt, Stuttgart 1946.